# Estação Ferroviária da Barraca
Barraca é uma interface ferroviária do Caminho de Ferro de Luanda que serve o município de Ícolo e Bengo, em Angola.

## Serviços
A interface é usada pelos serviços de longo e médio curso.